# Ostara

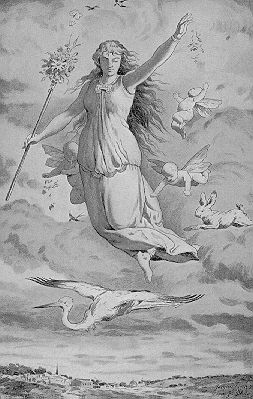
Jugendstil-Darstellung von Ostara

Ostara ['o:stara] ist der von Jacob Grimm (1785–1863) durch philologischen Vergleich hergeleitete Name für eine vermutete germanische Frühlingsgöttin. Als Quelle bezog sich Grimm dabei auf den angelsächsischen Mönch und Kirchenhistoriker Beda, der die Herkunft des Wortes „Easter“ (Ostern) mit einer früheren germanischen Göttin namens „Eostrae“ erklärte.
In der Romantik fand Grimms Annahme einer Ostara starken Anklang, wurde seither oft für die Erklärung von Osterbräuchen herangezogen und fand so bis in die jüngste Vergangenheit Eingang in Lexika und Schulbücher. In der Fachwissenschaft ist die Annahme einer germanischen Ostara schon länger umstritten und wird in der Regel abgelehnt, wobei meistens die ohnehin schon sehr problematische Namensform diskutiert wird und weniger der generelle Kult einer germanischen Frühlingsgöttin.

### Beda Venerabilis

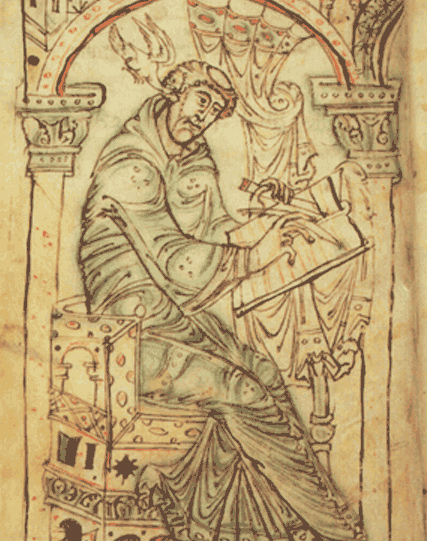
Beda Venerabilis in einem mittelalterlichen Manuskript

### Jacob Grimm

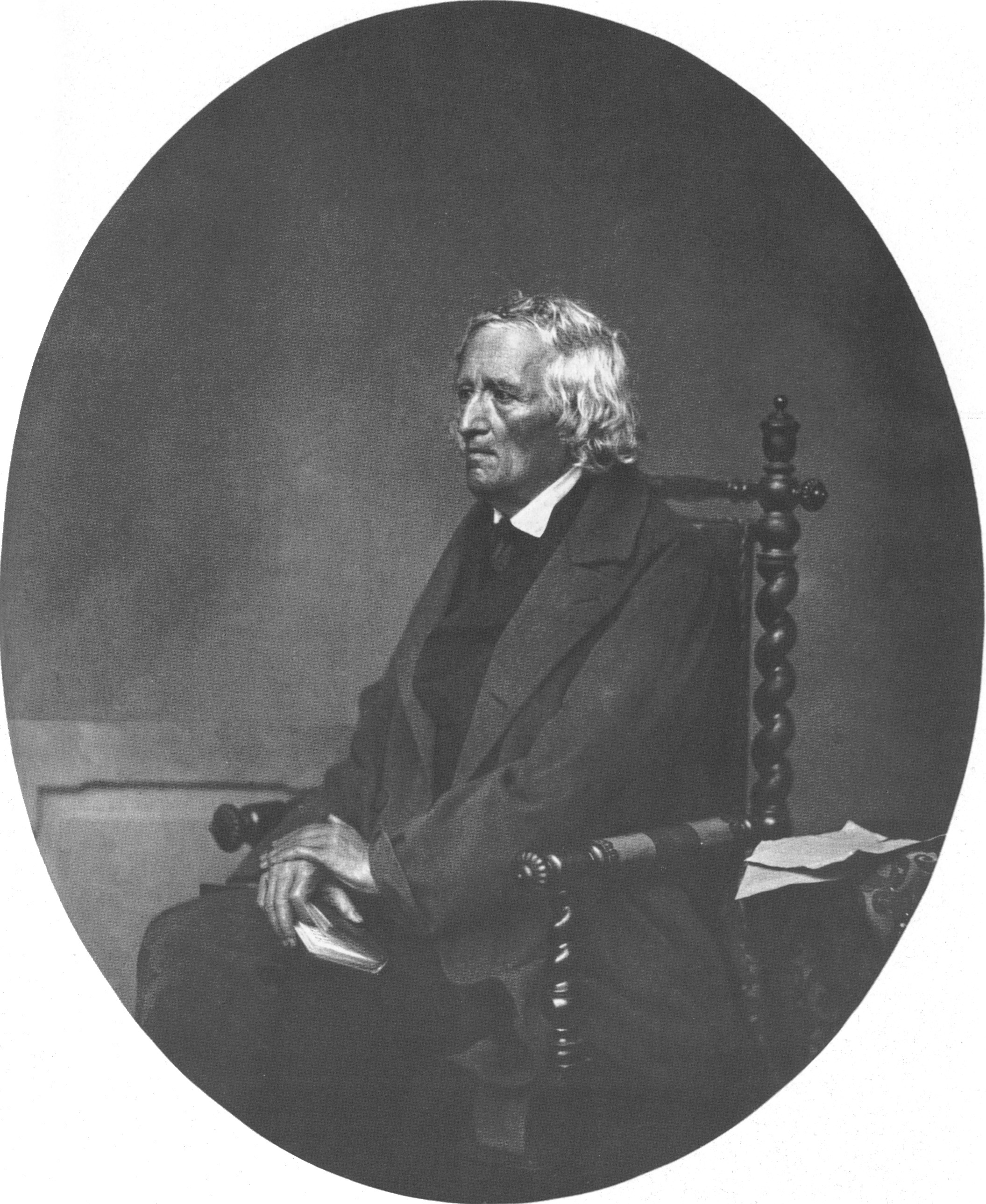
Jacob Grimm (ca. 1860)